# Bol.com
Bol.com是一家荷兰网络购物平台，总部位于乌得勒支。前身是1999年成立的Bertelsmann Online。